# Ølgod
Ølgod anhörenⓘ ist ein Ort im Westen des dänischen Jütlands. Der zur Varde Kommune gehörende Ort hat 3713 Einwohner (Stand 1. Januar 2025).

## Name und Geschichte
Der Name des Ortes leitet sich von den altdänischen Wörtern aluh und god ab und bedeutet ungefähr Heiligtum Gottes. Die Landschaft um Ølgod ist geprägt von der Heide und von Landwirtschaft. Sehenswert ist die Kirche von Ølgod und das Ølgod Museum.
Der Ort liegt an der Bahnlinie zwischen Esbjerg und Skjern. Die nächsten größeren Städte sind Varde (24 km entfernt) und Herning (48 km entfernt).

## Persönlichkeiten
- Peter Plaugborg (* 1980), Schauspieler
- Lars Møller Madsen (* 1981), Handballnationalspieler

## Bilder

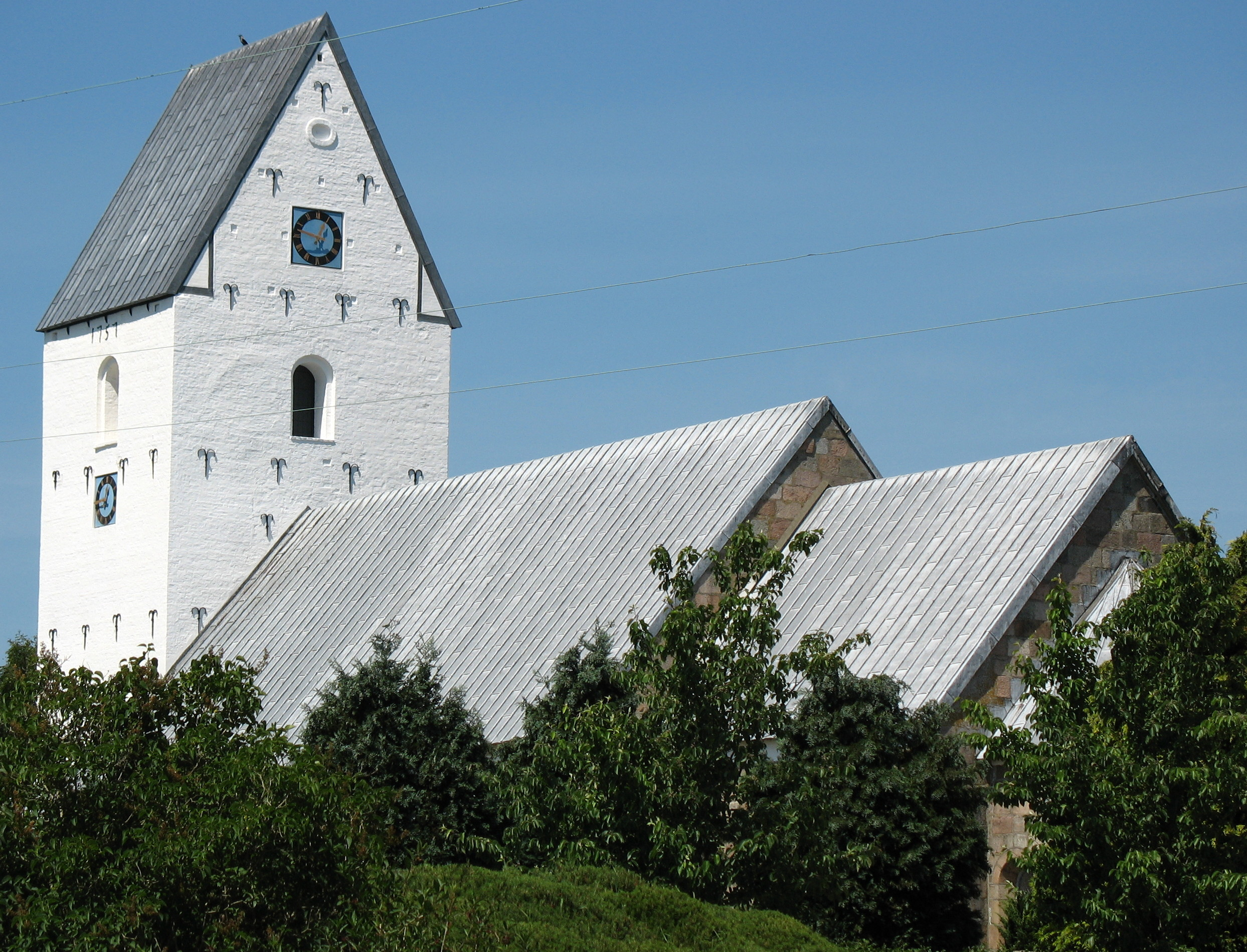
Die Kirche in Ølgod
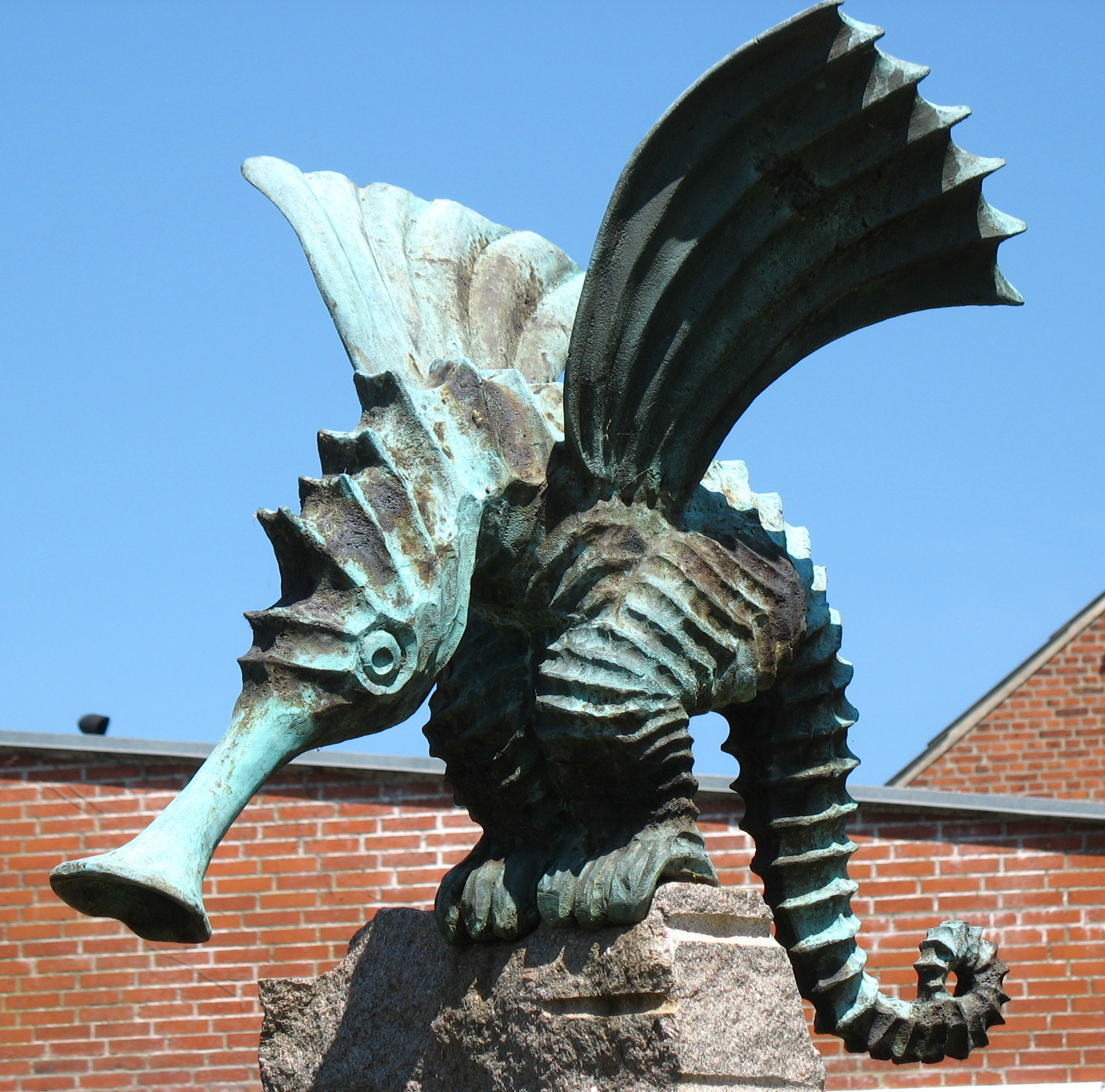
Byttesøgende Atlantdrage von Bildhauer Henrik Voldmester